# Piruanycha
Piruanycha är ett släkte av skalbaggar. Piruanycha ingår i familjen långhorningar.
Kladogram enligt Catalogue of Life:
| Piruanycha | \| \| Piruanycha itaiuba \| \| \| \| \| \| Piruanycha ocoa \| \| \| \| \| \| Piruanycha pitilla \| \| \| \| |
|            | \| \| Piruanycha itaiuba \| \| \| \| \| \| Piruanycha ocoa \| \| \| \| \| \| Piruanycha pitilla \| \| \| \| |
|            | Piruanycha itaiuba                                                                                          |
|            | |
|            | Piruanycha ocoa                                                                                             |
|            | |
|            | Piruanycha pitilla                                                                                          |
|            | |